# Quyền LGBT ở Cộng hòa Dân chủ Congo
Bài viết này là về Cộng hòa Dân chủ Congo (trước đây là Zaire). Đối với Cộng hòa Congo (còn được gọi là Congo-Brazzaville), xem Quyền LGBT ở Cộng hòa Congo.
Quyền đồng tính nữ, đồng tính nam, song tính và chuyển giới ở Cộng hòa Dân chủ Congo có thể phải đối mặt với những thách thức pháp lý mà những người không phải LGBT không gặp phải. Hoạt động tình dục đồng giới là hợp pháp.

## Bảng tóm tắt
| Hoạt động tình dục đồng giới hợp pháp                                          | (Luôn hợp pháp)             |
| Độ tuổi đồng ý                                                                 | (Từ năm 2006)               |
| Luật chống phân biệt đối xử trong ngôn từ kích động thù địch và bạo lực        | No                          |
| Luật chống phân biệt đối xử trong việc làm                                     | No                          |
| Luật chống phân biệt đối xử trong việc cung cấp hàng hóa và dịch vụ            | No                          |
| Hôn nhân đồng giới                                                             | (Hiến pháp cấm từ năm 2005) |
| Công nhận các cặp đồng giới                                                    | No                          |
| Con nuôi của các cặp vợ chồng đồng giới                                        | No                          |
| Con nuôi chung của các cặp đồng giới                                           | No                          |
| Người đồng tính nam và đồng tính nữ được phép phục vụ công khai trong quân đội |                             |
| Quyền thay đổi giới tính hợp pháp                                              |                             |
| Truy cập IVF cho đồng tính nữ                                                  | No                          |
| Mang thai hộ thương mại cho các cặp đồng tính nam                              | No                          |
| NQHN được phép hiến máu                                                        | No                          |